# 路易·巴里
路易·馬克·巴里（英語：Louie Mark Barry，2003年6月21日—）是一名英格蘭職業足球運動員，司職前鋒和邊鋒，效力於英冠球隊錫菲聯 (英超俱樂部阿斯顿维拉外借)。
在西布朗維奇足球青訓學院度过了十年之後，巴里於 2019 年轉會到了巴塞隆納，成为第一位加入拉瑪西亞並為之效力的英格蘭球员。隨後，他於 2020 年 1 月加入阿斯顿维拉青年學院。巴里曾代表英格蘭及愛爾蘭共和國参加青年級別的國際比赛。

## 早期和個人生活
巴里出生在英格蘭西密德蘭伯明罕的薩頓科爾菲爾德  ，擁有英國及愛爾蘭的雙重國籍。他參加了沃爾什主教天主教學校。 
在2020年2月，巴里聲稱他一生都是阿斯顿维拉的球迷。 

## 俱樂部生涯

### 早期生涯
巴里在 8歲以下時效力於當地的薩頓科爾菲爾德球隊薩頓聯，在那里他與未來的隊友蒂姆·伊羅格布南一起踢球。 
巴里 6 歲時加入西布朗維奇足球青訓學院，到 2018 年，他已進入 U21 隊。 

### 巴塞隆納
在西布朗维奇效力十年後，他於 2019 年 7 月與西班牙豪門俱樂部巴塞隆納簽訂了一份為期三年的合同。  此前，他曾接近簽約法國俱樂部巴黎聖日耳曼。 他成為第一个加入拉瑪西亞的英格蘭籍球員。 
2019年9月，西布朗向國際足總回報巴塞隆納與巴里之間的轉會，聲稱他們並未收到應得的賠償金。 然而，巴塞隆納對此提出異議，稱他們不認為他為西布朗提供的獎金具有任何國際地位，他們將等待國際足總的裁决。 随後，巴里不得不等待三個月，才能等到他的國際註冊，這意味著他錯過了巴塞隆納青年A隊赛季的前七場比赛。 一名法官最终做出有利於巴塞隆納的判決，並在 2021 年 11 月表示西布朗不應得到進一步的賠償。 
巴里在 2019 年 10 月首次代表巴塞隆納青年A隊出场，並在首發比赛中進球，幫助球队以 6-0 戰勝埃布羅。 在 2019-20 赛季，他在西班牙甲級19歲以下聯賽和歐洲青年聯賽中为巴塞隆納出場10次，打進了2球。 在巴里離開西布朗後幾個月，COVID-19 大流行西班牙甲級19歲以下聯賽縮短了赛季，他的球隊於2020年 5月被宣布為19歲以下聯賽冠軍。 

### 阿斯顿维拉
2020 年 1 月，他與阿斯顿维拉進行了會談， 當月月底，雙方以 880,000 英镑的價格達成協議， 附加费可能會增加到 350萬英镑。巴里簽下了一份為期三年的合約，因为這是他這個年紀的球员所允许的最長合約(合約到期後將自動續約三年)。 他於1月23日為俱樂部的U23預備隊首次亮相。在2-1戰勝卡迪夫城的比赛中，他上場板平比分。  同年6 月，他在阿斯頓維拉一線隊进行了訓練， 四個月後，他在俱樂部21 岁以下的球队於英格蘭聯賽杯的賽事中首次亮相。 
2021 年1月8日，在 10名维拉一線隊球員的COVID-19檢測呈陽性後，巴里被選入在英格蘭足總杯第三輪對陣利物浦的大名單內。 巴里在比賽中打入1球，幫助球隊暫時與對手打成1-1平手，但最終利物浦以4-1取得該場比賽的勝利。 巴里的表现促使利物浦主帅尤根·克洛普稱讚這位年輕人为“小傑米·瓦迪” 這個進球被BBC體育讀者評為本輪最佳進球”。  5月24日，巴里作為阿斯顿维拉U18隊的一員赢得了青年足總杯，在决赛中以2-1 擊敗利物浦U18隊。  7月7日，维拉宣布他們已經行使了巴里合同中的一項選擇權，將其自動延長至2024年。 

#### 伊普斯維奇
2021 年 8 月 6 日，巴里租借加盟英甲球隊伊普斯維奇鎮，為期一个赛季。  他於 8 月 10 日在聯賽杯1-0 负于新港郡的比赛中首次亮相。 四天後，他在伯頓的比賽中，以 2-1 的比分擊敗對手，完成了他的英格蘭足球聯賽處子秀。 在租借至伊普斯維奇期間，巴里的上場比赛時間有限，僅出場了6場比賽，因此他在一月份回到維拉。 

#### 斯溫頓
2022 年 1 月 28 日，巴里租借加盟英乙球队斯溫頓。  他於2月1日在1-1戰平克勞利鎮的比赛中作為替補，於下半場上场。 2月 19日，在客場3-0 擊敗卡來爾聯的比赛中，打進了他的第一个成年聯賽進球。 

## 國家隊生涯
巴里曾代表英格蘭参加 15歲以下、16歲以下以及17歲以下青年代表隊的比赛。  他也有资格代表愛爾蘭共和國， 並在 2018 年代表他们参加15歲以下和 16 以下代表隊的比赛，接著再回到英格蘭青年隊。  2018 年，巴里在義大利舉辦的一場比赛中為英格蘭15歲以下代表隊打進10球。 
2019 年，巴里是英格蘭17歲以下代表隊贏得塞倫卡杯的成員之一，他首發出場並協助賈馬爾·穆夏拉打進英格蘭對陣東道主波蘭的進球之一，英格蘭随後在PK大戰中以2-2平局獲勝。 
到2020年2月時，他在英格蘭青年隊的 20場比赛中已經打進了21球。 
2021 年3月29日，巴里在卡迪夫體育場2-0戰勝威爾斯的比赛中首次代表英格蘭U18代表隊出场。 

## 職業統計
最後更新：2022年5月19日
| 俱乐部           | 季节         | 联盟         | 联盟 | 联盟 | 足总杯 | 足总杯 | 联赛杯 | 联赛杯 | 其他              | 其他 | 全部的 | 全部的 |
| 俱乐部           | 季节         | 分配         | 应用 | 目标 | 应用   | 目标   | 应用   | 目标   | 应用              | 目标 | 应用   | 目标   |
| ---------------- | ------------ | ------------ | ---- | ---- | ------ | ------ | ------ | ------ | ----------------- | ---- | ------ | ------ |
| 阿斯頓維拉U21    | 2020–21      | —            | —    | —    | —      | —      | —      | —      | 1                 | 0    | 1      | 0      |
| 阿斯顿维拉       | 2020–21      | 英超         | 0    | 0    | 1      | 1      | 0      | 0      | —                 | —    | 1      | 1      |
| 阿斯顿维拉       | 2021–22      | 英超         | 0    | 0    | 0      | 0      | 0      | 0      | 0                 | 0    | 0      | 0      |
| 阿斯顿维拉       | 全部的       | 全部的       | 0    | 0    | 1      | 1      | 0      | 0      | 0                 | 0    | 1      | 1      |
| 伊普斯維奇(租借) | 2021–22      | 英甲         | 2    | 0    | 0      | 0      | 1      | 0      | 3 [lower-alpha 1] | 0    | 6      | 0      |
| 斯溫頓(租借)     | 2021–22      | 英乙         | 14   | 6    | 0      | 0      | 0      | 0      | 2                 | 0    | 16     | 6      |
| 職業生涯總計     | 職業生涯總計 | 職業生涯總計 | 16   | 6    | 1      | 1      | 1      | 0      | 6                 | 0    | 24     | 7      |

1. ↑  Appearance(s) in EFL Trophy

## 榮譽
巴塞隆納U19
- 西班牙足球青年榮譽聯賽 : 2019–20 [15]

阿斯顿维拉 U18
- 青年足總杯: 2020–21 [26]

英格蘭U16
- Tournoi Val-de-Marne：2018 [38]

英格蘭U17
- 塞倫卡杯：2019 [39]

- Tournoi Val-de-Marne – 最佳射手：2018 [38]
- 英超聯賽 – 2月最佳球员：2021 年 1 月[43]